# Brent
Брент е еталонна марка (клас) петрол, извличан от нефт в Северно море.
Наименованието на сорта идва от името поле в Северно море, открито през 1970 година. Думата Брент е образувана от първите букви на имената на етерично-маслени слоеве – Broom, Rannoch, Etieve, Ness и Tarbat, но има и още една версия за наименованието и то е от един вид гъска (Brent Goose).
Брентът на практика е смес от масла от офшорни области на Брент, Oseberg и Forties между бреговете на Норвегия и Шотландия. Компонентите Oseberg и Forties са добавени към сместа през 2002 г. и оттогава този вид масло се нарича още BFO (Brent, Forties и Oseberg).
Той е една от основните марки петрол, търгувани на международните пазари. Цената на петрола Брент от 1971 г. е основа за определяне на цените на около 40% от световните петролни класове. Ето защо тази марка се нарича и „еталонна“.
Сместа Брент се класифицира като лек малосернист нефт, неговата плътност при около 20 °C е 825 – 828 кг / м ³ (38,6 – 39 градуса API), със средно съдържание на сяра 0,37%. Обикновено петролът се преработва в Северозападна Европа, но при благоприятни ценови условия, той може да бъде доставен и за преработка в САЩ и в Средиземно море.
Продължава дебата за предимствата и по-нататъшна употреба на петрол Брент като маркер за определяне на цените на световния пазар. Това се дължи предимно на намаление на производството на петрол от петролни полета в Северно море, което води до намаляване на ликвидността, и съответно до нарушения както при определяне на цената на сместа, така и на останалите петролни продукти.